# Capcom vs. SNK 2
Capcom vs. SNK 2: Mark of the Millennium 2001 (カプコン バーサス エス・エヌ・ケイ 2 ミリオネア ファイティング 2001?, Capcom vs. SNK 2 Millionaire Fighting 2001) è un videogioco arcade del 2001 sviluppato da Capcom. Seguito del picchiaduro a incontri Capcom vs. SNK: Millennium Fight 2000.
Inizialmente convertito solo per Dreamcast, il gioco fu successivamente distribuito per PlayStation 2; questa versione è inoltre disponibile su PlayStation Network. Del videogioco è stata realizzata una riedizione, intitolata Capcom vs. SNK 2 EO e pubblicata per Nintendo GameCube e Xbox.

## Modalità di gioco
Capcom vs. SNK 2 mescola elementi di gameplay originari sia dai giochi Capcom che SNK, principalmente le serie Street Fighter e The King of Fighters.
Le serie Street Fighter III, Garou: Mark of the Wolves e Samurai Shodown sono stati da contribuenti per analoghi stili di combattimento.
Nel primo Capcom vs. SNK ogni personaggio deteneva un livello di "gratifica", determinante per determinarne danni inflitti e resistenza alle percosse. In CVS2, il giocatore può impostare a piacimento il livello, sino ad un massimo di quattro (se si usa un solo giocatore in modalità "RATIO").
Nelle versioni console, tale modalità è opzionale, sia per singolo giocatore che sfide multigiocatore.
Il primo gioco era configurato per essere giocato similmente ad un qualunque King of Fighters, ovvero a quattro pulsanti (2 per i pugni, 2 per i calci); Capcom vs. SNK 2, differentemente, si avvicina di più allo stile Street Fighter, permettendo l'uso di 3 pulsanti per i pugni e 3 per i calci, essenzialmente più adiacente a quello di Street Fighter Alpha.
Come già definito, vi sono gremiti sei stili in totale, ognuno dei quali in grado di permettere tipi di SUPER! differenzialmente concepite e tecniche difensive e/o aggressive singolari, tra cui corsa, schivata, slancio, blocco combo e altro. "Sottosistema" sono denominate.
Nelle versioni casalinghe del gioco, è plausibile una formazione di stili personalizzati, ovviamente limitati sino ad un massimo di crediti, per non rendere il gioco troppo sbilanciato. Vincendo il survival, è comunque possibile rendere la personalizzazione esente da tale margine.

## Sprite dei personaggi e grafica
Capcom vs. SNK 2 conferisce al giocatore l'uso di personaggi provenienti da molte saghe videoludiche, ognuna con uno stile grafico differente: per la maggior parte dei personaggi, è stata effettuata una stilizzazione completamente modernizzata.
Lo sprite di Morrigan Aensland, comparato agli sprite ridisegnati di Maki, Eagle, Ryu, Ken, M. Bison, Chun-li e Yun (benché gli ultimi due semplicemente trasposizioni da Street Fighter III resi più conformi allo stile), sfigura sensibilmente.

## Personaggi
| Capcom | Capcom                             | Vs | SNK                                                   | SNK                                             |
| Personaggi | Serie                              | Vs | Personaggi                                            | Serie                                           |
| - Eagle - Ken Masters - Ryu - Sagat                                                                            | Street Fighter                     | | - King - Ryo Sakazaki - Ryuhaku Todoh - Yuri Sakazaki | Art of Fighting                                 |
| - Dan Hibiki - Evil Ryu - Sakura Kasugano                                                                      | Street Fighter Alpha               | - Athena Asamiya | Psycho Soldier                                        |                                                 |
| - Balrog - Blanka - Chun-Li - Dhalsim - Edmond Honda - Guile - M. Bison - Vega - Zangief - Cammy White - Akuma | Street Fighter II                  | - Geese Howard - Joe Higashi - Raiden - Terry Bogard - Kim Kaphwan - Mai Shiranui - Ryuji Yamazaki - Rock Howard             | Fatal Fury                                            |                                                 |
| - Yun Lee - Yang Lee                                                                                           | Street Fighter III                 | - Hibiki Takane | The Last Blade                                        |                                                 |
| - Rolento Schugerg - Maki Genryusai                                                                            | Final Fight                        | - Haohmaru Tsunami - Nakoruru Asame                                                                                          | Samurai Shodown                                       |                                                 |
| - Morrigan Aensland                                                                                            | Darkstalkers                       | - Benimaru Nikaido - Chang Koehan - Choi Bounge - Kyo Kusanagi - Rugal Bernstein - Iori Yagami - Vice e Mature - Orochi Iori | The King of Fighters                                  |                                                 |
| - Kyosuke Kagami - Batsu Ichimonji - Hinata Wakaba                                                             | Rival Schools                      | |                                                       |                                                 |
| Boss |                                    | |                                                       |                                                 |
| 1. M. Bison 2. Akuma 3. Shin Akuma                                                                             | 1. M. Bison 2. Akuma 3. Shin Akuma | | 1. Geese howard 2. Rugal Bernstein 3. God Rugal       | 1. Geese howard 2. Rugal Bernstein 3. God Rugal |

## Capcom vs. SNK 2 EO
È una versione aggiornata del medesimo gioco, pubblicata da settembre 2002, per le console Gamecube e Xbox. EO acronimo di Easy Operation (facile funzionamento), semplifica l'esecuzione degli attacchi, spostando l'analogico sinistro verso una direzione si esegue un relativo attacco; Rimuove il glitch della "Ruota Schivatrice".
I personaggi boss sono giocabili: Evil Ryu, Riot Iori, Shin Akuma (Shin Gouki in Giappone) ed Ultimate Rugal (God Rugal in Giappone), il danno da loro ricevuto è maggiore, per rendere la sfida equilibrata, data la loro eccessiva forza, velocità e attacchi speciali.
La versione Xbox dispone della modalità multiplayer online su Xbox Live e la risoluzione video progressiva a 480p, non disponibile nella conversione per Gamecube.

## Accoglienza
| Testata                        | Versione      | Giudizio |
| ------------------------------ | ------------- | -------- |
| Metacritic (media al 18/08/21) | PlayStation 2 | 81/100   |
| Metacritic (media al 18/08/21) | XBOX          | 80/100   |
| Metacritic (media al 18/08/21) | GameCube      | 68/100   |
| IGN                            | PlayStation 2 | 84/100   |
| IGN                            | XBOX          | 8.6/10   |
| IGN                            | GameCube      | 8.6/10   |
| GameSpot                       | Dreamcast     | 7.9/10   |
| GameSpot                       | XBOX          | 8.7/10   |
| Famitsū                        | Dreamcast     | 35/40    |
| Game Informer                  | GameCube      | 7.5/10   |
| PlayStation Magazine U.S.      | PlayStation 2 | 90/100   |